# Иракские туркмены

Флаг, используемый иракскими туркоманами.

Иракские туркмены, также туркоманы, туркманы (азерб. İraq türkmanları) — тюркский народ, этническое меньшинство, проживающее в северо-восточном и центральном Ираке. Происходят от огузских племён, расселившихся в регионе после XI века, считаются остатками туркоманских племенных конфедераций Кара-Коюнлу и Ак-Коюнлу. Ряд источников классифицируют иракских туркманов частью азербайджанского этноса. Третий по численности народ Ирака после арабов и курдов.

## Язык
Иракский туркменский язык относится к огузской ветви тюркских языков и, согласно ряду этнографов и лингвистов, является диалектом азербайджанского языка.
Турецкий учёный иракско-туркманского происхождения Хидаят Кемаль Баятлы писал: «Говор, на котором разговаривают иракские туркмены, входит в состав диалекта азери-тюркского языка. С географической точки зрения диалект азери охватывает Восточную Анатолию, Южный Кавказ и Кавказский Азербайджан, Иранский Азербайджан, Киркук (Ирак) и регионы проживания тюрков Сирии». Согласно «Encyclopedia of the Peoples of Africa and the Middle East» иракские туркмены говорят на диалекте азербайджанского языка.
Турецкий ученый иракско-туркманского происхождения Супхи Саатчы пишет, что устная речь киркукцев несёт мотив азербайджанцев и соответствует ему от колыбельных до загадок и притч.
Согласно Кристиан Булут, туркменский язык, являясь самостоятельным языком, в своей фонологии, лексике, морфологии и синтаксисе иракский туркменский имеет как коренные элементы так и следы влияния соседних турецкого и азербайджанского языков. Традиционно в письменном языке доминируют современные стандарты турецкого языка. Разговорный же язык значительно отличается от письменного, испытывая дополнительное влияние официального в Ираке арабского языка а также соседних курдских диалектов, таких как курманджи и сорани.
Большинство туркмен владеют арабским языком, а для некоторых он становится родным, что свидетельствует о процессах ассимиляции и арабизации определённой части туркмен.

## Численность и расселение

Этно-религиозные группы Ирака
Туркоманы

Численность достоверно неизвестна. Оценки численности туркмен Ирака лежат в диапазоне от 500—800 тыс. человек или 2-3 % населения страны (по оценкам большинства западных исследователей) до 2-3 млн или 7,5—11 % населения (по заявлениям туркманских организаций). Туркмены живут преимущественно на севере Ирака, ареал расселения тянется от границы с Ираном на востоке до границы с Сирией на западе. Проживают, в основном, в городах Талль-Афар, Алтынкёпрю, Эрбиль, Мосул и Киркук. Значительное число туркмен проживает и в столице Ирака — Багдаде.
Как и иракские арабы, иракские туркмены разделены религиозно: более половины из них — сунниты, остальные — шииты. В Ираке проживает 30000 туркмен, исповедующих католическое христианство. В 2021 году Туркменское Библейское Партнерство выпустило Новый Завет на иракском туркменском языке и изготовило 2000 его экземпляров в Ираке.

## История
По мнению туркманских исследователей первое пришествие туркмен в Ирак, в качестве солдат, набранных в мусульманскую армию, датируется VII веком. Около 1000 тюркских солдат были доставлены в Ирак Убайд-Аллах ибн Зиядом, который был назначен губернатором Ирака. В XI веке происходит более обширная миграция огузов-туркман в Анатолию, в процессе которой впервые появляется существенное присутствие туркман и в Ираке. Последующая волна миграции связана с завоеванием этих земель тюрками-сельджуками, а именно с вторжением Тогрул-бека, тюркского правителя династии Сельджукидов, захватившего в 1055 году Багдад и правившего Ираком. Сельджуки расселяли туркмен вдоль крупных торговых маршрутов Ирака, главным образом у городов Талль-Афар, Эрбиль и Киркук, в регионе, который в настоящее время неформально именуется «Туркменэли». Согласно туркманским источникам, территория «Туркменэли» отображена на карте региона, изданной Вильямом Гютре в 1785 году, под английским вариантом названия — «Туркомания».
В 1375 году на территории Ирака и соседних стран образуется государство туркменского племенного объединения Кара-Коюнлу, которую в 1468 году сменяет государство созданное другим туркменским объединение Ак-Коюнлу (до 1508). Сохранившие свою этническую обособленность современные иракские и сирийские туркмены являются остатками этих племён.
Расширение владений Османской империи, завоевание Ирака Сулейманом Великолепным в 1535 году и осада Мурадом IV Багдада в 1638 году, привели к следующим волнам усиленной миграции туркмен в Ирак.
В XX веке общественно-политическое положение туркмен в Ираке часто менялось. В начале века, в 1923 году с созданием Турецкой Республики, в среде туркмен были сильно развито желание к объединению с ней путём вхождения Мосульского вилайета в состав Турецкой Республики. Эти мечты не сбылись, однако это не помешало беспроблемному проживанию туркмен в Ираке в эпоху монархии. После свержения короля Ирака в результате революции 1958 года и прихода к власти 1963 году партии арабского социалистического возрождения БААС, гонения на туркмен возросли, лидеры туркманского национального движения часто арестовывались режимом Саддама Хусейна, участились случаи убийств туркмен-шиитов на религиозной почве. Вследствие этого, многие туркмены в тот период иммигрировали в европейские страны. Динамика развития положения туркмен в Ираке отражается и в различиях конституции страны в разные периоды. Так, если в конституции Ирака от 1923 года туркмены признавались конституционной общиной Ирака, наряду с арабами и курдами, то данный статус в более поздних конституциях был утерян.
После распада Османской империи иракские туркмены стали жертвами нескольких массовых убийств, таких как резня в Киркуке в 1959 году. Более того, при партии Баас дискриминация иракских туркмен усилилась, и в 1979 году несколько лидеров были казнены, вместе с иракской туркменской общиной, ставшей жертвой политики арабизации со стороны государства и курдизации со стороны курдов, стремящихся насильственно вытеснить их с родины. Таким образом, они пострадали от различных степеней подавления и ассимиляции, от политических преследований и ссылок до террора и этнических чисток. Несмотря на то, что иракские туркмены были признаны в конституции 1925 года учредительным образованием, позже им было отказано в этом статусе; следовательно, культурные права постепенно отбирались, а активистов отправляли в ссылку.

### Массовые убийства иракских туркмен
После распада Османской империи иракские туркмены нередко становились жертвами нескольких массовых убийств.

#### Резня 4 мая 1924 года
В 1924 году иракские туркмены считались нелояльными остатками Османской империи, естественным образом связанными с новой турецкой националистической идеологией Мустафы Кемаля Ататюрка, появившейся в Турецкой Республике. Иракские туркмены, проживающие в районе Киркука, воспринимались как представляющие угрозу стабильности Ирака, особенно потому, что они не поддержали восхождение короля Фейсала I на иракский престол. 4 мая эта напряженность переросла в насилие, когда рекрутские части, сформированные британским правительством после Первой мировой войны и состоящие в основном из ассирийцев, после бытового спора между ассирийцем-солдатом и туркменским лавочником, с разрешения британцев, атаковали киркукских туркмен на рыночной площади Киркука. Согласно туркменским источникам, в последовавшей потасовке 200 туркмен были убиты ассирийскими солдатами.

#### Резня в Гавурбаги 1946 года
Около 20 иракских туркменских мирных жителей были убиты иракскими полицейскими, включая женщин и детей, 12 июля 1946 года в Гавурбаги, Киркук.

#### Резня в Киркуке 1959 года
Резня в Киркуке в 1959 году произошла из-за того, что иракское правительство разрешило Коммунистической партии Ирака, которая в Киркуке состояла в основном из курдов, преследовать иракских туркмен по причине их симпатии к руководству Турецкой Республики. С назначением курда Мааруфа Барзинджи мэром Киркука в июле 1959 года напряженность возросла после празднования революции 14 июля, когда враждебность в городе быстро разделилась между курдами и иракскими туркменами. 14 июля 1959 года между иракскими туркменами и курдами вспыхнули стычки, в результате которых погибло около 20 иракских туркмен. Кроме того, 15 июля 1959 года курдские солдаты четвертой бригады иракской армии обстреляли из минометов жилые районы иракских туркмен, разрушив 120 домов. Порядок был восстановлен 17 июля воинскими частями из Багдада. Правительство Ирака назвало инцидент «резней» и заявило, что от 31 до 79 иракских туркмен были убиты и около 130 ранены.

#### Резня в Алтынкёпрю 1991 года
Более 135 туркменских мирных жителей были убиты 28 марта 1991 года во время войны в Персидском заливе иракскими войсками в туркменском городе Алтынкёпрю.

## Современное состояние

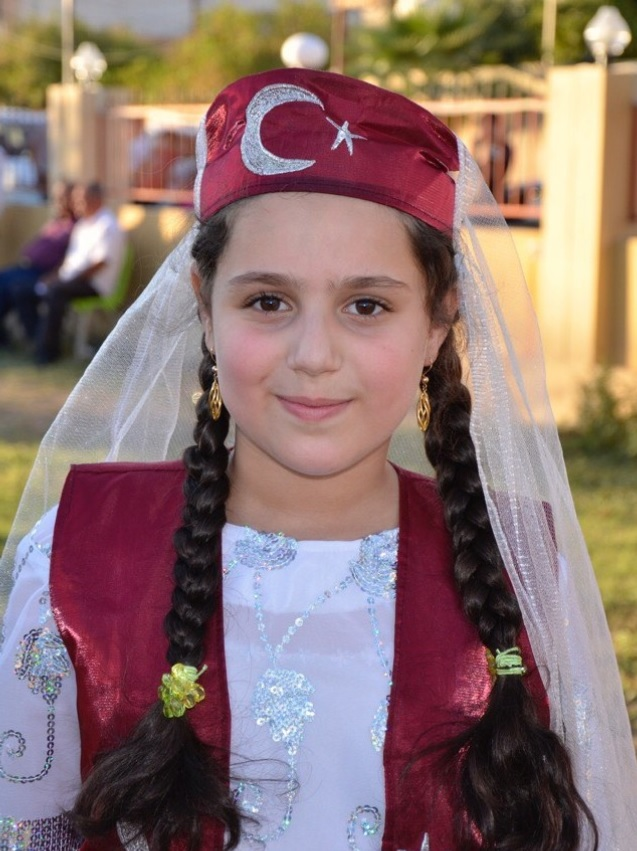
Иракская туркменская девочка

После вторжения коалиционных сил в Ирак и свержения режима Саддама Хусейна отношения между туркменами и курдами обострились и нередко переходили в вооружённое противостояние, что объяснялось совместным проживанием этих двух народов в северных районах Ирака и разницей в подходах по будущему устройству Ирака и политическому статусу северной части Ирака. Со временем эти споры утихли и вооружённые столкновения прекратились, однако с созданием Курдской автономии в среде туркмен часто высказывались требования о предоставлении автономии туркменам и создании аналогичной Туркманской автономии. В 2006 году президент Ирака, Джалал Талабани, в ходе консультаций по проекту новой конституции Ирака заявил, что необходимо разработать план и конституционально закрепить предоставление автономии туркменам, в областях, где туркмены составляют большинство. Однако, этого не произошло, и этот вопрос до сегодняшнего дня периодически поднимается политическими партиями туркмен и представителями туркмен в высших государственных органах Ирака.
Иракские туркмены являются одной из ключевых политических сил в современном Ираке, наряду с арабами-суннитами, арабами-шиитами и курдами. Самыми влиятельными политическими партиями туркмен являются Иракский туркманский фронт, которая поддерживается Турецкой Республикой, и Туркманская народная партия, сотрудничающая с властями Курдской автономии. Функционируют и ряд менее влиятельных организаций: Туркменский исламский союз и Общество племён туркман Ирака. Туркмены представлены и в общеиракских федеральных партиях, Исламской партии Ирака и Объединённом иракском альянсе.
В 2003 году лишь один представитель туркмен был включён в состав переходного Национального Совета Ирака, что вызвало негодование и протест лидеров туркманских политических организаций, которые ссылаясь на демографические показатели требовали более значительного присутствия туркмен в высшем органе управления Ирака, однако эти требования были отвергнуты властями США. В 2005 году десять туркмен были избраны в Национальный совет Ирака, шесть туркмен в Совет представителей Национальной ассамблеи Ирака.
В 2007 году лидер Иракского туркманского фронта Саадеддин Эргеч (Saadettin Ergeç) в ходе поездок в Турцию и США высказался против проведения референдума по статусу Киркука, по которому предполагалось включение Киркука в состав Курдской автономии и придание курдскому языку статуса государственного. Он заявил, что туркмены выступают против предоставления особого статуса городу и категорически требуют предоставления городу статуса официальной столицы будущей Туркманской автономии.